# Hospital Militar Vázquez Bernabéu
El Hospital Militar Vázquez Bernabéu está situado entre las poblaciones de Mislata y Cuart de Poblet (ambas en la provincia de Valencia), a unos 5 kilómetros de Valencia. Ocupa una superficie de 87 500 metros cuadrados, de ellos 12 914 están ocupados por 22 edificios que constituyen el conjunto del hospital y que tiene una superficie cubierta de planta de 24 000 metros cuadrados; el resto es zona verde.
Fue inaugurado el 27 de mayo de 1952 por el entonces jefe del Estado, Francisco Franco, junto con el ministro de Industria, Joaquín Planell, acompañados por el coronel médico y primer jefe del Hospital Francisco Tarifa.

## Año de construcción
Las obras comenzaron en 1944 y su proyecto fue desarrollado por el Servicio Militar de Construcciones.

## Distribución
De los 22 pabellones, los correspondientes a dirección, administración y clínicas, así como los de psiquiatría y pabellón de infecciosos, están totalmente aislados del resto y se hallan enlazados por una amplia galería acristalada, que permite al servicio sus desplazamientos sin salir al exterior.
En el centro del hospital se encuentra un edificio que comprende la capilla, y en pabellones independientes, constituyendo una zona aislada del exterior, están los pabellones de viviendas para el personal directivo, la residencia que utilizaban las Hermanas de la Caridad y la portería.
El número total de camas para enfermos es de unas 350 en la actualidad.

## Decadencia
El Hospital Militar de Valencia se creó en la década de los cincuenta dentro de la red sanitaria de Defensa para dar asistencia al personal militar. Al igual que ha pasado con todos los hospitales militares españoles, el Vázquez Bernabéu es víctima de la decadencia y crisis de la Sanidad Militar española. Desde la creación del ejército profesional y la reducción del presupuesto de Defensa, las instalaciones, que cuentan con tres edificios, una capilla y un helipuerto, han ido decayendo. Los pisos superiores de la zona de hospitalización están cerrados y sin acceso. Las mandarinas se acumulan en el suelo en los jardines interiores, y algunas consultas del centro de especialidades han sido cerradas por traslado de personal. Mientras tanto, Defensa y la Generalidad continúan sus conversaciones para incluir al Hospital en la red pública de la Sanidad Valenciana.
El interés del Ministerio de Defensa en este hospital, como en todos los demás salvo el Hospital Gómez Ulla de Madrid, está en duda. Como consecuencia de la incapacidad de Defensa para poder mantener su red de hospitales militares, Defensa ha entregado a otras administraciones públicas muchos de sus hospitales (como el de San Fernando (Cádiz), el de Sevilla y muchos otros, etc.) Cuando las administraciones públicas no han mostrado interés en quedarse con los hospitales militares, como consecuencia del alto coste de mantenimiento, Defensa se ha visto forzada a venderlos a la sanidad privada (Policlínica Naval de Madrid) o los ha cerrado y demolido (Hospital de Aire) para poder vender los terrenos después. A raíz de la reducción del personal de las Fuerzas Armadas, el Ministerio de Defensa no tiene pacientes militares suficientes para justificar el mantenimiento de una red de hospitales militares. A ello se unen las enormes dificultades de reclutamiento de médicos militares, que imposibilitan poder cubrir las plazas vacantes que aparecen en los hospitales militares.
Durante unos años, la solución que se había encontrado para estos hospitales militares eran los convenios de colaboración con la sanidad autonómica. De esta manera, a cambio de asistir a pacientes civiles, las comunidades autónomas contribuían al mantenimiento de la sanidad militar. Sin embargo, en los últimos años el bajísimo número de militares tratados, el alto coste de mantenimiento del personal e instalaciones con respecto al total de las contribuciones de las administraciones autonómicas, y las presiones financieras sobre el presupuesto de Defensa, han hecho que Defensa haya perdido el interés en mantener una red de hospitales militares. Solo se han ido manteniendo los hospitales que la sanidad autonómica ha asumido en su totalidad e integrado en su red sanitaria propia. Los demás hospitales militares se han cerrado o vendido.
En la actualidad, Defensa considera que para un número tan reducido de pacientes militares es más barato desviar al personal militar y a sus familias a las empresas de seguros médicos, que mantener hospitales militares. Este mismo sistema se viene usando, con éxito, con los funcionarios civiles de las administraciones públicas española desde hace décadas.
Así, los expertos en gestión aconsejan que, para las necesidades actuales del Ministerio de Defensa, basta con tener un único gran hospital militar para toda España, como hospital de referencia para los casos de guerra (incluida la guerra nuclear, química y bacteriológica), catástrofes, pandemias, emergencias nacionales y como Escuela de Sanidad Militar: el Hospital Central de la Defensa Gómez Ulla.

## Convenio con la sanidad autonómica
Vista esta situación, en 1999 se iniciaron las gestiones para incorporar el Hospital a la red autonómica evitando su desmantelamiento. En 2008 se firmó el documento de cesión entre el Ministerio de Defensa y la Consejería de Sanidad (Boletín Oficial del Estado número 174, de 19 de julio de 2008).
El documento establece las condiciones necesarias para transferir el uso de las instalaciones y equipos, así como el traspaso voluntario del personal civil de este hospital a la Agencia Valenciana de Salud. Prestaban servicio en el centro 51 militares y 267 civiles, de los cuales más de 100 eran personal sanitario.

## El hospital en 2010
En 2010 se aprobó una modificación en el mapa sanitario de la Comunitat Valenciana, por la cual la población de Mislata pasó a integrarse en el Departamento de Salud de Manises. La Conselleria de Sanitat encargó a ese departamento de salud gestionar una parte de las instalaciones del hospital militar para dar servicio a la población. La Conselleria de Sanitat estableció la creación en este complejo de un Centro de Especialidades, un Hospital de Crónicos para media y larga estancia y un punto de atención urgente. Además, posteriormente se desplazaron allí algunos de los servicios más especializados del Hospital de Manises. En concreto las Unidades de Neurorrehabilitación Infantil para atención a niños con Trastorno del Espectro Autista y Daño Cerebral, así como el Servicio de Rehabilitación Cardíaca. Desde aquel momento, el recinto ofreció servicios a civiles.